# فانك (ميسيسيبي)
فانك (بالإنجليزية: Vance, Mississippi)‏ هي منطقة سكنية تقع في الولايات المتحدة في مسيسيبي.  يقدر عدد سكانها   وترتفع عن سطح البحر 46.94 متر.